# 显脉荚蒾
显脉荚蒾（学名：Viburnum nervosum）为五福花科荚蒾属的植物。分布于尼泊尔、越南、不丹、印度、缅甸、锡金以及中国大陆的西藏、湖南、广西、四川、云南等地，生长于海拔1,800米至4,500米的地区，见于林缘灌丛中、山坡林中、山顶或冷杉林下，目前尚未由人工引种栽培。

## 别名
心叶荚蒾（拉汉种子植物名称）

## 异名
- Viburnum cordifolium Wall. ex A. DC.
- Viburnum nervosum D. Don var. hypsophilum (Hand.-Mazz.) H. W. Li